# Yakov Smirnoff
Yakov Naumovich Pokhis (em russo:  Яков Наумович Похис; nascido em 24 de janeiro de 1951), também conhecido como Yakov Smirnoff, é um comediante, pintor e professor ucraniano naturalizado estadunidense, popular nos anos 1980 por suas comédias nas quais usava de ironia para contrastar a vida sob o regime comunista com a vida nos Estados Unidos.